# Volkswagen Grand Prix
Volkswagen Grand Prix är en årligen återkommande serie av hopptävlingar som sponsras av Volkswagen (långvarig samarbetspartner med Svenska Ridsportförbundet). Serien startades 2012 för att ge svenska ryttare möjlighet att rida tävlingar på hög nivå på hemmaplan.  Från deltävlingarna kvalar man in till finalen som hittills har avgjorts på Flyinge, för att locka även utlandsbaserade svenska ryttare så ges direktkvalificering till de tre svenska ryttare som ligger högst på FEI:s ranking.  

## Segrare
| År   | Ryttare             | Häst               | Klubb                       |
| ---- | ------------------- | ------------------ | --------------------------- |
| 2014 | Helena Persson      | Bonzai H           | Årsta-Runstens sportryttare |
| 2013 | Angelica Augustsson | Mic Mac du Tillard | Onsala ryttarförening       |
| 2012 | Emma Emanuelsson    | Titan              | Jump Club ridsportförening  |

## Deltävlingar
2015
- 31 juli - 2 augusti CSI3*, Varberg internationell tävling
- 25 - 27 september Umeå ryttarförening, Umeå
- 16 - 18 oktober Billdals ridklubb, Billdal
- 6 - 8 november Strömsholms ridsportförening
- Final 18 november Flyinge hästsportklubb, Flyinge

2014
- 22-24 augusti Åby ridklubb, Norrköping
- 26-28 september Umeå ryttarförening, Umeå
- 17-19 oktober Södertälje ridklubb
- 7-9 november Billdals ridklubb, Billdal
- Final 18-19 november Flyinge hästsportklubb, Flyinge

2013
- 8-11 augusti Hammarö Horse Show, Hammarö kommun
- 29 augusti-1 september Skyrup Horse Show, Tyringe
- 11-13 oktober Södertälje ridklubb
- 25-27 oktober Grevagården, Skövde
- Final 13 november Flyinge hästsportklubb, Flyinge

2012
- 29 – 30 september Gävle, Lervik Ridcenter
- 13 – 14 oktober Strömsholm
- 27 – 28 oktober Billdals ridklubb, Billdal
- Final: 14 november Flyinge hästsportklubb, Flyinge